# Альжанов, Отыншы
Отыншы́ Альжа́нов (каз. Отыншы Әлжанов; 12 августа 1873, Нарынская волость, Зайсанский уезд Семипалатинская область — 1918, село Маканчи, там же) — казахский общественный деятель, член партии Алаш, просветитель, фольклорист.

## Биография
Происходит из рода Каракерей племени Найман Среднего жуза.
Альжанов окончил русско-казахское училище (1887), Омскую гимназию (1890), Омскую учительскую семинарию (1894).
Делопроизводитель совета генерал-губернатора (1894—1895), переводчик Акмолинского областного суда (1895—1907), заведующий русско-казахским училищем города Кокпекты (1907—1909).
В 1907 году на заседании Комиссии по рассмотрению Положения о просвещении и школах инородных народов выступал с докладом о проблемах просвещения казахского народа (г. Петербург). Разоблачал последствия миссионерской направленности царской учебно-образовательной системы. Альжанов выступал против произвола переселенцев, колонизировавших казахскую степь. За это Альжанов в 1909 году был сослан на 5 лет в уезд Лепси Семиреченской области.
После Февральской революции 1917 года Альжанов был одним из руководителей движения «Алаш» в Семиреченском районе. Избран членом правительства Алашорды на втором Всеказахском съезде (г. Оренбург, 5—13 декабря 1917).
Погиб в 1918 году, когда командовал отрядом Алашской милиции в Семиречье в сражениях против большевиков. Советская власть подвергла его семью репрессиям.

## Сочинения
- Қарынбайдың хикаяты. «Дала уәлаяты», 1894, № 17;
- Печальное положение современной киргизской женщины, КСГ, 1895, № 33 — 35;
- Беседы о воспитании киргизских детей, КСГ, 1898, № 13;
- Причины обеднения киргизов, КСГ, 1898, № 19 — 23.